# Dengakubue
La flûte japonaise en bambou dengakubue (田楽笛) est utilisée traditionnellement au Japon lors des cérémonies liées au riz (dengaku (田楽)).
Faite d'une pièce de bambou ligaturé, percée de sept trous de jeu comme le ryūteki (龍笛), elle est accordée comme la shinobue (篠笛).
On peut voir jouer de cet instrument tout à la fin du film Les Sept Samouraïs d'Akira Kurosawa.